# Péter Niedermüller
Péter Niedermüller (ur. 3 września 1952 w Budapeszcie) – węgierski polityk, naukowiec i samorządowiec, wiceprzewodniczący Koalicji Demokratycznej, poseł do Parlamentu Europejskiego VIII kadencji.

## Życiorys
Z zawodu etnograf i antropolog kultury. Jako naukowiec pracował przez dziesięć lat na Uniwersytecie Humboldtów w Berlinie i przez pięć lat na London Metropolitan University.
Zaangażował się w działalność polityczną, dołączając do Koalicji Demokratycznej, której został wiceprzewodniczącym. W wyniku wyborów europejskich w 2014 Péter Niedermüller z ramienia tego ugrupowania został eurodeputowanym VIII kadencji PE, gdy z objęcia mandatu zrezygnował Ferenc Gyurcsány. W 2018 został wybrany do krajowego parlamentu, jednak odmówił objęcia mandatu. W PE zasiadał do 2019, w tym samym roku wygrał wybory na urząd burmistrza stołecznej dzielnicy Erzsébetváros (reelekcja w 2024).